# 富永一
富永 一（とみなが はじめ、1989年6月20日 - ）は、徳島県鳴門市出身の元プロ野球選手（投手）。右投右打。NPBでは育成選手であった。

## 経歴
鳴門高時代、3年時の夏は徳島県予選ベスト8で敗退。甲子園出場経験はなし。
高校卒業後は、香川県高松市に本拠地を置く社会人野球のクラブチームであるアークバリアドリームクラブに3年間所属。
2010年12月22日、四国アイランドリーグplusの徳島インディゴソックスに入団。
2011年は、1年目ながらチームの守護神として活躍。30試合に登板し、18セーブを挙げ最多セーブのタイトルを獲得。防御率も1.20を記録した。
2011年10月27日、プロ野球ドラフト会議で広島東洋カープから育成1位指名を受けた。
2013年10月1日付で、球団から戦力外通告を受けた。同年10月31日、自由契約公示された。
2014年から、徳島インディゴソックスへ復帰。このシーズンは途中で3度の調整による契約解除（練習生降格）を交えながら28試合に登板し、1勝1敗7セーブ、防御率2.40の成績であった。シーズン終了後、退団（任意引退）。
その後、白寿生科学研究所で会社員を務める。

## 選手としての特徴・人物
最速147km/hのストレートとスライダーが武器。

## 詳細情報

### 年度別投手成績
- 一軍公式戦出場なし

### 独立リーグでの投手成績
| 年 度     | 球 団     | 登 板 | 完 封 | 勝 数 | 敗 数 | セ ｜ ブ | 勝 率 | 投 球 回 | 与 四 球 | 与 死 球 | 奪 三 振 | 自 責 点 | 防 御 率 |
| --------- | --------- | ----- | ----- | ----- | ----- | -------- | ----- | -------- | -------- | -------- | -------- | -------- | -------- |
| 2011      | 徳島      | 30    | 0     | 0     | 0     | 18       | ----  | 30.0     | 9        | 1        | 54       | 4        | 1.20     |
| 2014      | 徳島      | 28    | 0     | 1     | 1     | 7        | 0.500 | 30.0     | 16       | 1        | 21       | 8        | 2.40     |
| 通算：2年 | 通算：2年 | 58    | 0     | 1     | 1     | 25       | 0.500 | 60.0     | 25       | 2        | 75       | 12       | 1.80     |

- 各年度の太字はリーグ最高

### 独立リーグでのタイトル
- 最多セーブ：1回 （2011年）

### 背番号
- 19 （2011年、2014年）
- 123 （2012年 - 2013年）